# Celestino Gorostiza
Celestino Gorostiza Alcalá (Villahermosa, Tabasco, 31 de enero de 1904 - Ciudad de México, 11 de enero de 1967) fue un dramaturgo y director de cine y teatro mexicano.

## Biografía
Nació en Villahermosa (Tabasco), hijo de Celestino Gorostiza y Elvira Alcalá de Gorostiza. Fue hermano de José Gorostiza. Realizó sus estudios en el Instituto de Ciencias de Aguascalientes, en el Colegio Francés y en la Escuela Nacional Preparatoria.
Fue cofundador del Teatro Ulises (1927-1928) y del Teatro de Orientación (1932), ambos ubicados en México, D. F. Estuvo casado con Araceli Otero Mena, la hermana mayor de la actriz Clementina Otero. La pareja tuvo una hija llamada Paloma.
Colaboró para la Secretaría de Educación Pública y fue secretario del Conservatorio Nacional y jefe del Departamento de Teatro del Instituto Nacional de Bellas Artes. Impartió clases de actuación en la Escuela de Arte Dramático y fue el director general del Instituto Nacional de Bellas Artes de 1958 a 1964. En su pieza El color de nuestra piel (1952) trató el tema del racismo.
Fue vicepresidente de la Unión Nacional de Autores y secretario del Sindicato de Directores Cinematográficos, así como del Sindicato de Autores y Adaptadores. También fue miembro numerario de la Academia Mexicana de la Lengua, donde ingresó el 25 de marzo de 1960 y ocupó la silla XVI. Fue miembro de la Academia Mexicana de Artes y Ciencias Cinematográficas. Gorostiza murió en la Ciudad de México en 1967 a los 62 años. Para conmemorar el centenario de su aniversario, el gobierno mexicano emitió una estampilla conmemorativa de 7 pesos.

## Filmografía

### Como director
- Ave de paso (1948)
- Sinfonía de una vida (1946)
- Nana (1944, codirigida por Roberto Gavaldón)

### Como guionista
- Paraíso robado (1951)
- Las mujeres de mi general (1951)
- Ave de paso (1948)
- Sinfonía de una vida (1946)
- Nana (1944)
- La guerra de los pasteles (1944)
- Refugiados en Madrid (1938)

### Como supervisor de producción
- ¡Vámonos con Pancho Villa! (1936)

## Obras teatrales
- La Malinche (1958)
- La leña está verde (1958)
- Columna social (1953)
- El color de nuestra piel (1952)
- La mujer ideal (1943)
- La reina de la nieve (1942)
- Escombros del sueño (1938)
- Ser o no ser (1934)
- La escuela del amor (1933)
- El nuevo paraíso (1930)